# Matteo Rampollini
Matteo Rampollini [Rampollino] est un compositeur italien, né en 1497 probablement à Florence et mort dans la même ville vers 1553.

## Biographie
Matteo est fils de Jacopo Rampollini, un homme de loi. C’est de 1515 que date son premier engagement professionnel, lorsqu’il entre au service de la Famille de Médicis. En 1515, il enseigne le plain-chant et le chant figuré à l'église San Lorenzo de Florence.
En 1520, il succède à Bernardo Pisano comme maître des enfants de la cathédrale Santa Maria del Fiore de Florence, lorsque le second part pour Rome, et en alternance avec Philippe Verdelot de 1520 à 1524. En alternance avec Verdelot, il travaille également au baptistère.
Il a pu être le maître de composition de Francesco Corteccia après le départ de Pisano de Florence. Il est aussi chanteur : en 1523-1524, Rampollini doit avec Raffaello di Piero Lurini remplacer deux mois durant les chanteurs Philippe Verdelot, Cornelio Senolaart et Francisco Grisovan, partis à Rome pour participer aux célébrations de l'accession à la papauté du cardinal Jules de Médicis, futur Clément VII. En août 1526, il reçoit un poste de chanteur en remplacement du chanteur Michelangelo di Lorenzo alias Gazza, au salaire mensuel de 7 lires, jusqu'à la dissolution de la chapelle du baptistère de la cathédrale.
En 1530, sa nomination au poste de chapelain de la chapelle des Médicis dans la Basilique San Lorenzo de Florence, en remplacement de Pisano, pourrait être une récompense de sa fidélité aux Medicis après les troubles politiques de 1527-1530. Il reste à ce poste jusqu’en 1534.
Il a vraisemblablement participé aux réjouissances du mariage du duc Cosme Ier de Toscane avec Éléonore de Tolède en 1539, puisque deux madrigaux de sa main (Lieta per honorarte, et Ecco la fida) figurent dans l’édition de la musique du banquet publiée par Antonio Gardano cette année . On suppose qu’il a été toute sa vie au service des Médicis.
Entre 1547 et 1552, il est mentionné à Florence, quartier de Santa Croce, où il habite avec son frère.
Sa dernière œuvre connue, consacrée à quelques canzoni de Pétrarque, n’est publiée qu’à Lyon vers 1554.
Il est enfin maître de chapelle de la cathédrale de Pistoia de 1556 à 1558 au moins.

## Œuvres

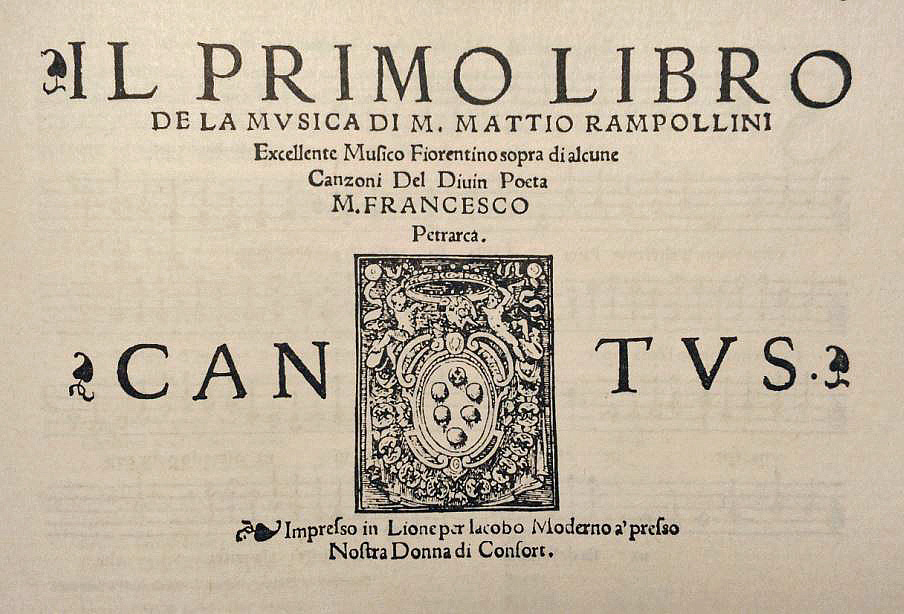
Le Primo libro de la musica di M. Rampollini (Lyon, ca. 1554).

Rampollini a publié sept pièces dans trois recueils :
- Musiche fatte nelle nozze... (4 à 6 voix). Venise : Antonio Gardano, 1539. RISM 153925 (2 pièces de Rampollini).

Publiés dans Musiche fatte nella nozze (1539) = Music for a Medici wedding, ed. Martin Grayson, George Bate and Rosemary Bate. Alfredston music, 1994.
- Il primo libro delle muse, a tre voci. Madrigali de diversi autori... Venise : Girolamo Scotto, 1562. RISM 15628 (4 pièces de Rampollini).
- Della scelta di madrigali de piu eccelenti autori de’ nostri tempi a tre voce. Libro primo. Florence : Giorgio Marescotti, 1582. RISM 15828 (2 pièces de Rampollini).

On trouve également des pièces dans quelques manuscrits :
- Novo piacer che ne gl'humani ingegni, mis en partition pour clavier dans le Ms. d'Elena Malvezzi (Florence Museo Bardini : MS 967), pièce aussi attribuée à Arcadelt[6].

Vers 1554 Moderne publie la seule monographie qu’on possède de lui :
- Il Primo libro de la musica di M. Mattio Rampollini… sopra di alcune canzoni del divin poeta M. Francesco Petrarca. Lyon : Jacques Moderne, ca. 1554. RISM R 215. Dédicace au duc Cosme de Médicis. Contient sept canzoni complètes, chacune divisées en 6 à 8 parties, pour un effectif allant de trois à six voix, avec des combinaisons variées, des dialogues et des canons. Le volume se termine avec une huitième canzone, dont l’auteur du texte est inconnu et en une seule partie. On admet que ces œuvres ont été composées dans la décennie précédente.

Pogue a daté l’édition de 1560 environ, mais on s’accorde maintenant à la dater d’environ 1554. En composant des stances tout au long, Rampollini innove, donnant à chaque strophe une musique adaptée à l’inflexion du texte alors qu’à cette époque seules les formes poétiques plus courtes étaient mises en musique, ou alors seulement la première strophe.
Édition intégrale dans Corpus Mensurabilae Musicae 32/7 (1974), dans la collection Music of the Florentine Renaissance (voir le début ici).
Une version manuscrite de la première partie de la canzone XXI (Che debb'io far) figure dans le canzoniere manuscrit de Lorenzo Corsini, recueil de madrigaux dispersé entre Paris, Chicago et Civitanova Marche (voir Canguilhem 2006).